# ボルサリーノ2
『ボルサリーノ2』（原題：Borsalino and Co.）は、1974年公開のフランス映画。出演はアラン・ドロン。1970年に公開された『ボルサリーノ』の続編である。
前作に出演していたジャン=ポール・ベルモンドは登場せず、ドロンを主役とした復讐劇となった。

## ストーリー
1930年代のマルセイユ。
マルセイユで勢力を拡大したものの、盟友のカペラを失ったシフレディは、カペラ殺しの首謀者がイタリア出身のボルポーネ一味だと知る。シフレディは復讐を図るもボルポーネに返り討ちされて仲間のほとんどを失い、自らもアルコール中毒にされて辛くも脱出する。
3年後、ようやく回復し、ボルポーネが支配するマルセイユに舞い戻ったシフレディによる復讐劇が幕を開ける。

## キャスト
| 役名               | 俳優                     | 日本語吹替                                   |
| 役名               | 俳優                     | 日本テレビ版                                 |
| ------------------ | ------------------------ | -------------------------------------------- |
| ロッコ・シフレディ | アラン・ドロン           | 久富惟晴                                     |
| ローラ             | カトリーヌ・ルーヴェル   | 此島愛子                                     |
| ボルポーネ         | リカルド・クッチョーラ   | 大木民夫                                     |
| ファンティ警部     | ダニエル・アイバーネル   | 田中明夫                                     |
| キャズナーブ署長   | アンドレ・ファルコン     | 宮川洋一                                     |
| フェルナンド       | ライオネル・ヴァトラン   | 富川澈夫                                     |
| サム               | ラインハルト・コルデホフ | 細井重之                                     |
| 不明 その他        |                          | 峰恵研 大久保正信 村松康雄 仁内建之 千田光男 |
|                    |                          |                                              |
| 演出               | 演出                     | 長野武二郎                                   |
| 翻訳               | 翻訳                     | 榎あきら                                     |
| 効果               |                          |                                              |
| 調整               |                          |                                              |
| 制作               | 制作                     | グロービジョン                               |
| 解説               | 解説                     | 水野晴郎                                     |
| 初回放送           | 初回放送                 | 1977年2月23日 『水曜ロードショー』           |